# САМ-13
САМ-13 — советский двухмоторный истребитель конструкции А. С. Москалёва.

## Конструкция
Два мотора «Рено» по 220 л. с. были расположены в носу и сзади фюзеляжа по схеме «тяни-толкай», хвост был заменён двубалочной схемой («рама»). Самолёт выполнен очень чисто аэродинамически, площадь крыла — всего 9,0 м². В результате было достигнуто исключительно низкое сопротивление, такое же как у одноместного тренировочного истребителя САМ-12 с одним двигателем «Рено» 220 л. с. Вооружён четырьмя пулемётами «УльтраШКАС» имевшими скорострельность 50 выстр./сек каждый (самый скорострельный из когда-либо выпускавшихся серийно одноствольных пулемётов), общая огневая производительность — 200 пуль в секунду, каждая весом ~9,6 г. Максимальная скорость у земли замерялась только с выпущенной носовой стойкой шасси и составила от 520 до 560 км/ч. Мотор высотный, расчётная скорость на высоте ок. 5 км — 700 км/ч. На испытаниях в аэродинамической трубе получено 680 км/ч для высоты. Полная масса — 1183 кг. Расчётная дальность полёта 850 км. Для самолёта характерна высокая весовая отдача — около 36 %.
Проходил заводские испытания весной 1940 г., государственных и прочих не было, по некоторым мнениям потому что заместитель наркома авиационной промышленности А. С. Яковлев якобы «спустил их на тормозах», так как в этом случае его истребители типа Як-1 с максимальной скоростью на 100 км/ч ниже, чем у крохотного САМ-13 выглядели бы не вполне отвечающим условиям времени.
Однако, аналогично описываемому в мемуарах Москалёва САМ-11бис (" Заключение заказчика о запуске САМ-11 бис в серийное производство реализовано не было по тем же причинам, что и других самолетов, созданных под лицензионные моторы Рено, которые были сняты с серийного производства. Дорого обошлась стране покупка французских моторов фирмы Рено." - "Голубая Спираль", глава 11), самой вероятной причиной было что двигатель, под который он проектировался, в СССР в большую серию так  и не пошёл ( см. статью про Renault 6Q).
По всей видимости, это (теоретически) самый скоростной и самый дешевый из доступных для серийного производства истребителей, созданных до 1942 г. 
А. С. Москалев пишет в своих мемуарах:
 Интересно, что компоновка САМ-13 оказалась аналогичной компоновке самолёта Фоккер Д-23. Главное различие было в более мощных моторах у Д-23. Самолёты разрабатывались, примерно, в одно и то же время и к сожалению, компоновка и проектные данные Д-23, макет которого демонстрировался в 1938 году на Парижской выставке, до меня не дошли и о Д-23 я узнал уже во время войны и удивился совпадению конструкторской мысли.

## Дальнейшая судьба
Ключевую для судьбы самолёта сцену в кабинете заместителя наркома авиационной промышленности по новой технике А. С. Яковлева описывает в своих мемуарах А. С. Москалев:
«3дравствуйте. Можно?»
«Пожалуйста, садитесь!» и сразу же
«Вы только на меня не обижайтесь, я здесь ни при чём, Ваш самолёт снят с дальнейших испытаний. Таково решение правительства».
Беру себя в руки и по возможности спокойно говорю: «Но, Александр Сергеевич, проект этого решения ваш. Вы так докладывали…»
«Да, я!»
«Но какие на то причины?»
Отвечает — «Я думаю, что вы согласитесь с таким решением. Война близка, самолёты нужны хорошо вооружённые. Вы сможете установить на ваш самолёт пушки? Нет, не можете, а без пушек современные истребители нам не нужны».
Согласен, отвечаю, на этот самолёт трудно было установить и четыре пулемёта, но закончить испытания в воздухе нужно же. Схема-то САМ-13 оказалась очень интересной. Вам же докладывали о его ЛТХ. Ведь схему нужно до конца проверить, а может быть истребитель и годится как боевой. По скорости он, пожалуй, побьёт многие современные истребители, да и стоимость его небольшая… В конце концов такую схему можно использовать с более мощными моторами и т. д.
«Изменять решения не будем, фактически о САМ-13 всё знаем. ЛТХ неплохие, не спорю, а зачем нам терять время и средства на дополнительные полеты? У нас нет ни времени, ни возможности заниматься малополезными делами».

Он помолчал немного, затем продолжил: « — Ну вот, пожалуй, и всё. Не советую жаловаться. Я не думаю, чтобы вам от этого была бы какая-нибудь польза, а напортить себе вы сможете»

## Летно-технические характеристики
Интересно сравнить параметры САМ-13 1940 года с параметрами Фокер D.XXIII (Fokker D.XXIII), испытания которого начались в 1939 году.
| Летно-технические характеристики | Летно-технические характеристики                | Летно-технические характеристики           |
| -------------------------------- | ----------------------------------------------- | ------------------------------------------ |
| Название                         | САМ-13                                          | Фокер D.XXIII                              |
| Размах крыла, м                  | 7,30                                            | 11,5                                       |
| Длина, м                         | 7,85                                            | 10,2                                       |
| Высота, м                        | 2,55                                            | 3,8                                        |
| Площадь крыла, м²                | 9,0                                             | 18,5                                       |
| Масса, кг                        |                                                 |                                            |
| пустого самолёта                 | 754                                             | 2180                                       |
| максимальная взлетная            | 1183                                            | 2950                                       |
| Нагрузка на крыло, кг/м²         | 131,5                                           | ?                                          |
| Двигатель                        | 2 × Рено тип 453-05                             | 2 × Walter Sagitta I-SR                    |
| Мощность, л.с.                   | 2 × 220                                         | 2 × 530                                    |
| Максимальная скорость, км/ч      | 680 расчётная                                   | 525                                        |
| у земли                          | 520—560                                         | ?                                          |
| на высоте                        | 680                                             | ?                                          |
| Посадочная скорость, км/ч        | 125                                             | ?                                          |
| Практическая дальность, км       | 850                                             | 840                                        |
| Практический потолок, м          | 10000                                           | 9000                                       |
| Экипаж, чел.                     | 1                                               | 1                                          |
| Вооружение                       | 4 × пулемёта УльтраШКАС под патрон 7,62 × 54 мм | 2 × 7,9-мм пулемёта и 2 × 13,2-мм пулемёта |
| Масса залпа, кг/с                | 1,92                                            | ?                                          |